# Pierre Chapoutot
Pour les articles homonymes, voir Chapoutot et Chaps.
Pas d'image ? Cliquez ici
Pierre Chapoutot, dit Chaps, est un professeur d'histoire-géographie, alpiniste et écrivain français, né le 31 octobre 1939 à Perros-Guirec et mort le 20 janvier 2006 à la suite d'une avalanche dans le massif de la Lauzière.
Il a ouvert de nombreuses voies dans les Alpes.

## Biographie
Pierre Maurice Michel Chapoutot naît le 31 octobre 1939 à Perros-Guirec. 
À l'âge de 18 ans, en 1957, il bénéficie d'une bourse de voyage Zellidja qui lui permet de partir en Sicile, puis d'une deuxième bourse l'année suivante pour se rendre en Grèce. Ces séjours donnent lieu à deux rapports, déposés à la Bibliothèque nationale, Le soufre en Sicile, Italie et Les Français en Grèce du Moyen Âge à nos jours.
Ses études le conduisent au professorat d'histoire-géographie, qu'il exerce pendant de nombreuses années au lycée Jean Moulin d'Albertville. 
Passionné d'alpinisme, Pierre Chapoutot ouvre de nombreuses voies, notamment dans son massif de prédilection, le massif des Écrins, ainsi que dans les Alpes du Nord. 
Il est l'auteur de plusieurs ouvrages de référence sur la montagne dont La Montagne c'est pointu, En Savoie, ainsi que de deux monographies sur La Meije et l'Épena, sommets des Écrins et de Vanoise. 
Il devient membre du Groupe de haute montagne (GHM) dès 1971 et dirige ensuite les annales du GHM et les revues Cimes et Passage. Il est l'auteur d'un blog remarqué regroupant une mine d'informations sur ses sommets fétiches ainsi que des essais et des études érudites sur la géographie alpine.
Il est également l'un des fondateurs de l'Observatoire des pratiques de la montagne et de l'alpinisme (OPMA).
S'intéressant à la géopolitique du Tibet, il a préparé un dossier sur le sujet pour les Annales du GHM de 2001. Ce dossier sert de base à un exposé intitulé Géopolitique du Tibet : Tibet imaginaire, Tibet réel, publié en 2003 sur le site des Cafés géographiques. Il mentionne l'opposition au sein du GHM et de la Fédération française de la montagne et de l'escalade entre les partisans d'une démarche humanitaire et ceux qui dénoncent une collaboration avec le régime en place sur le projet d’expédition franco-chinoise dans le versant tibétain de l’Everest et sur la création de l’École des guides de montagne du Tibet à Lhassa. Il prend ses distances d'avec l'ONG Mountain Wilderness en raison du soutien de cette association à la cause tibétaine.
Pierre Chapoutot meurt le 20 janvier 2006 à Moûtiers, à l'âge de 66 ans, lors de son transfert à l’hôpital, après avoir été enseveli sous une avalanche au-dessus de Valmorel dans le massif de la Lauzière. Il avait échappé à une première avalanche, le 10 mars 1980, au mont Coin, près d'Arèches.

## Principales ascensions
Parmi les cent quarante nouvelles voies qu'il a ouvertes, quelques-unes sont régulièrement parcourues dans le massif des Écrins :
- la Voie des Savoyards à l'aiguille Dibona, en 1967, avec Bernard Wyns[13],[5] ;
- la Voie du Bastion central, en 1969, avec Bernard Wyns[14],[5], et Nous partirons dans l'ivresse, en 1994, avec Jean-Michel Cambon[15], en face sud de la Meije ;
- le pilier nord du pic Sans Nom, en 1970, avec Jean-Jacques Rolland et Jean-Louis Mercadié[5] ;
- la Directe 76, en 1976[16], Le Pilier de la Sérénité, en 1976[17], et Le Trésor de Rackham le Rouget, en 1992[18],[5], en face sud de la Tête du Rouget.

## Œuvres

### Livres
- Avec Claude Lovie, Voyage à travers la Savoie, Colmar-Ingersheim, SAEP, 1974.
- En Savoie : ski-alpinisme et escalade : Bauges, Tournette, Aravis, Beaufortain, Lauzière, Grand Arc, Grenoble, Glénat, 1985 (ISBN 978-2-7234-0559-1).
- La montagne, c'est pointu, 1996  (ISBN 2-911755-02-2).
- L'Épéna, montagne secrète de Vanoise, GHM, 1998.
- La Meije, reine de l'Oisans  (photogr. Frédéric Chevaillot), Paris, Hoëbeke, 2000, 142 p. (ISBN 2-84230-098-X).
- Avec Frédéric Chevaillot, Hautes cimes des Écrins, Grenoble, Glénat, 2000.

### Articles
- Quand sautent les téléphériques, in La Montagne et Alpinisme, Club alpin français, 1977, No 1
- La conquête de Truc-Much ouest No 3, in Passage : cahiers de l'alpinisme, 1977 (parodie du genre du récit d'expédition)
- Le glacier dégoûté - Sport, tourisme et idéologie - L'alpiniste et le guerrier, in Passage : cahiers de l'alpinisme, 1978
- Le syndrome de l'ancolie, in Bulletin de Mountain Wilderness, septembre 1977
- Actualité de l'Annapurna ?, in Annales, Groupe de haute montagne, 2000, p. 63-73
- Tibet imaginaire, Tibet réél, in Annales, Groupe de haute montagne, 2001, p. 77-91
- Géopolitique du Tibet: Tibet imaginaire, Tibet réel, sur le site Cafés géographiques, 27 février 2002 (exposé réalisé à partir du dossier du même nom publié dans les Annales du GHM)
- Géopolitique de l'Everest, in Cimes, Groupe de haute montagne, 2002
- Cachemire : le paradis saccagé, in Cimes, Groupe de haute montagne, 2003
- Découvrir le Hombori, in Suivant sa voie, Club alpin français, Albertville, no 59, été-automne 2003